# Tiberio Guarente
Tiberio Guarente est un footballeur italien (né le 1er novembre 1985 à Pise), évoluant au poste de milieu de terrain.

## Biographie
Tiberio Guarente fait ses premières dans les équipes de jeunes de l'Atalanta, centre de formation très réputé. Considéré comme un grand espoir du football italien, il est sélectionné dans les différentes équipes nationales jeunes. Il est de la même génération que Giampaolo Pazzini et Riccardo Montolivo qu'il côtoie au centre de formation. 
En 2004, il est prêté à l'Hellas Vérone, en Serie B afin de se forger au niveau professionnel. Il joue 17 matchs sans buts, l'équipe termine 6e du championnat. Mais il est touché durant la saison par une rare infection virale qui l'empêche de jouer le reste du championnat, mais aussi le suivant où il ne joue que 4 petits matchs. 
Il revient en pleine possession de ses moyens pour la saison 2006-07, et réussit à obtenir une place de titulaire au milieu de terrain (35 matchs pour 1 but). Il sera un des joueurs au meilleur rendement alors que l'équipe, 18e, est rétrogradée après les play-out.
Il retourne à l'Atalanta lors de la saison 2007-08, faisant ainsi ses débuts en Serie A. Il réussira à s'imposer petit à petit, formant souvent la charnière centrale du milieu de terrain avec Fernando Tissone. Il jouera au total 27 matchs et l'équipe terminera 9e. Il continue sur sa lancée la saison suivante, où il marquera son premier but dans l'élite, confortant sa place de titulaire avec 33 matchs pour 2 buts. 
Lors de la saison 2009-2010, Tiberio Guarente confirme être un joueur important du dispositif de l'équipe lombarde, même si le club est finalement relégué au terme de la saison. Il a joué 32 matchs pour un but marqué. Il est considéré comme un grand joueur d'avenir.
Le 17 juin 2010, il signe un contrat de 5 ans avec le FC Séville contre 5,5 millions d'euros à l'Atalanta.
En juillet 2014, il signe en faveur du club de l'Empoli Football Club.

## Palmarès
- 2008 : Tournoi de Toulon Équipe d'Italie olympique